# Jerome Richard Mintz
Jerome Richard Mintz fue un antropólogo estadounidense nacido en Nueva York en 1930 y fallecido en Bloomington (Indiana) en 1997.
Nacido en una familia de trabajadores inmigrantes judíos, se doctora en 1961 en Antropología por la Universidad de Indiana, desde donde desarrolla toda su actividad profesional. En 1960 viaja a España (Bilbao) para estudiar la religión durante la Guerra Civil; sigue pues, los pasos de otros antropólogos anglosajones interesados por las sociedades mediterráneas.
En 1965 visita Andalucía. En Benalup de Sidonia, actual Benalup-Casas Viejas, permanece varios años centrando en esta localidad gaditana su actividad investigadora. Destaca su trabajo sobre los sucesos de Casas Viejas y sobre el carnaval de Cádiz. Sobre la vida de los jornaleros y campesinos andaluces de los años 60 y 70 filmó seis documentales y tomó miles de fotografías. Su película Carnaval de Andalucía fue presentada en el Discovery Channel en 1998.
Es además autor de Un lugar en el Nuevo Mundo, estudio de la población jasídica en Nueva York. Obtuvo en 1993 el Premio Nacional del Libro Judío.